# Departamento Leandro N. Alem
Das Departamento Leandro N. Alem liegt im südlichen Zentrum der Provinz Misiones im Nordosten Argentiniens und ist eine von 17 Verwaltungseinheiten der Provinz. 
Es grenzt im Nordwesten an das Departamento Candelaria, im Nordosten an das Departamento Oberá, im Süden an die Departamentos San Javier, Concepción und Apóstoles und im Westen an das Departamento Capital. 
Die Hauptstadt des Departamento Leandro N. Alem ist das gleichnamige Leandro N. Alem.

## Städte und Gemeinden
Das Departamento Leandro N. Alem ist in folgende Gemeinden aufgeteilt:
- Almafuerte
- Arroyo del Medio
- Caá Yarí
- Cerro Azul
- Dos Arroyos
- Gobernador López
- Leandro N. Alem
- Olegario Víctor Andrade

Koordinaten: 27° 36′ S, 55° 18′ W